# Лејк Андиз (Јужна Дакота)
Лејк Андиз (енгл. Lake Andes) град је у америчкој савезној држави Јужна Дакота.

## Демографија
По попису из 2010. године број становника је 879, што је 60 (7,3%) становника више него 2000. године.
| Група             | 2000.       | 2010.       |
| Белци             | 445 (54,3%) | 356 (40,5%) |
| Афроамериканци    | 3 (0,4%)    | 1 (0,1%)    |
| Азијати           | 0 (0,0%)    | 1 (0,1%)    |
| Хиспаноамериканци | 18 (2,2%)   | 25 (2,8%)   |
| Укупно            | 819         | 879         |